# Liste von Burgen, Schlössern und Festungen in den Niederlanden
Diese Liste führt Burgen, Schlösser und Festungen in den Niederlanden auf. Ebenfalls in dieser Liste zu finden sind Herrenhäuser, Rittergüter und Landsitze.

## Drenthe
| Name                                    | Ort / Lage                          | Typ                 | Bemerkungen | Bild |
| --------------------------------------- | ----------------------------------- | ------------------- | --- | ---- |
| Kasteel van Coevorden                   | Coevorden                           | Schloss             | Aus dem 11. Jahrhundert, 1402 und 1522 wurde das Schloss umgebaut. Eine Kopie des Schlosses befindet sich im Vancouver (Kanada), |      |
| De Havixhorst                           | De Wijk (Ortsteil von De Wolden)    | Rittergut           | 1371 wurde das Haus zum ersten Mal erwähnt und erhielt 1618 das Recht als Rittergut. Bis zum 17. Jahrhundert gehörte es der Familie van den Clooster. Heute ist es ein Hotel und hat einen Skulpturenpark, der kostenfrei besichtigt werden kann. |      |
| Huize Dickninge                         | De Wijk (Ortsteil von De Wolden)    | Landgut             | Im Mittelalter stand an dieser Stelle ein Benediktinerkloster und bis zum 15. Jahrhundert war Dickninge ein sogenanntes Doppelkloster mit getrennten Abteilungen für Nonnen und Mönche. Im Laufe der Zeit verlor das Kloster an Bedeutung und wurde bis 1796 abgerissen. 1813 wurde das heutige Gebäude gebaut. |      |
| Huis te Echten                          | Echten (Ortsteil von De Wolden)     | Rittergut           | Im heutigen Haus gibt noch einige Elemente, die wahrscheinlich aus dem 15. Jahrhundert stammen. Anfang des 18. Jahrhunderts wurde das Haus um einen Hof mit zwei Flügeln erweitert. Bis 1971 wurde es noch von den Familien Echten und Van Holthe bewohnt. Zwischen 1976 und 1981 wurde das Haus restauriert und ist heute ein Haus für Menschen mit Seh- und geistigen Behinderungen. |      |
| Huize Laarwoud                          | Zuidlaren                           | Rittergut           | Die heutige Form hat das Rittergut am Anfang des 17. Jahrhunderts bekommen, wahrscheinlich ist es aber älter. |      |
| De Klencke                              | Oosterhesselen (Gemeinde Coevorden) | Rittergut           | Wann dieses Rittergut gebaut wurde, ist nicht bekannt. 1558 kam es in Besitz von Herman van Welvelde und wurde 1670 sowie 1760 umgebaut. 1976–1977 wurde es restauriert. Das Rittergut teilt sich das Landgut noch mit fünf Bauernhöfen. |      |
| Lemferdinge                             | Tynaarlo                            | Rittergut, Landsitz | 1447 wurde das Rittergut zum ersten Mal schriftlich erwähnt. Am Anfang des 18. Jahrhunderts wurde es, mit Ausnahme eines Viehstalls, abgerissen. Dieser Viehstall wurde umgebaut und ist heute das „Landgut Lemferdinge“. |      |
| Mensinge                                | Roden                               | Rittergut           | Es wurde 1381 zum ersten Mal erwähnt und war von 1480 bis 1721 im Besitz der Familie van Ewsum. Im Jahr 1728 bekam es die heutige Form und war bis 1985 bewohnt. Seit 1988 ist es ein Museum. |      |
| Oldengaerde                             | Dwingeloo                           | Landsitz            | Das Landgut Oldengaerde war bereits im Jahr 1420 im Besitz der Familie Van Echten. Das Haus wurde von Reynolt van Echten in der ersten Hälfte des 15. Jahrhunderts gebaut und war für 240 Jahre in Besitz dieser Familie. Im Jahr 1598 wurden Nicolaas van Echten und 1647 Johan van Echten zur Ritterschaft von Drenthe zugelassen. Im Jahr 1660 kam der Schwiegersohne von Johan van Echten, Cornelis van Dongen in den Besitz des Ritterguts. Die Familie van Dongen war zu der Zeit so einflussreich, dass von den acht Mitgliedern der Ritterschaft fünf aus dieser Familie kam. |      |
| Oosterbroek                             | Eelde                               | Rittergut           | Es wurde im 17. Jahrhundert erstmals in der Liste der Rittergüter in der Provinz Drenthe genannt. Der erste Bau wurde 1836 abgerissen und an einer höher liegender Stelle neu aufgebaut, dieser Bau wurde 1922 bei einem Brand zerstört und ohne dem Rittersaal sowie den beiden Seitenflügeln wieder aufgebaut. |      |
| Overcinge                               | Havelte                             | Herrenhaus          | Es war ursprünglich ein Lehngut von dem Huis Putten bei Elburg und wurde bereits im 14. Jahrhundert genannt. In 1720 kaufte Wolter Kymmell Overcinge und ließ die Gebäude abreißen. 1732 wurde das neue Overcinge gebaut. |      |
| Schultehuis                             | Diever (Gemeinde Westerveld)        | Landhaus            | 1604 erbaut |      |
| Vennebroek (Paterswolde)                | Paterswolde (Eelde)                 | Rittergut           | Das erste Haus hatte von 1689 bis 1747 das Recht eines Rittergutes. Das heutige Landhaus wurde 1848 erbaut und hat ein 17 Hektar großes Anwesen, welches aus Wiesen und Buche- bzw. Eichenwäldern besteht. Hier kann man fast 200 Arten von Pilzen und eine etwa 350 Jahre alte Kastanie mit einem Umfang von 4,7 Metern finden. |      |
| Voorwijk                                | De Wijk (Ortsteil von De Wolden)    | Herrenhaus          | Wurde 1791 erbaut |      |
| Huis te Westervelde (auch Tonckensborg) | Westervelde                         | Herrenhaus          | Ehemaliges Rittergut |      |
| Rittergut Westrup                       | Dwingeloo                           | Rittergut, Landsitz | Cornelis van Dongen zu Oldengaerde kaufte das Anwesen 1740 und erhielt im selben Jahr das Recht auf ein Rittergut. 1792 verlor Westrup seinen Status als Rittergut. |      |

## Flevoland
| Name           | Ort / Lage | Typ      | Bemerkungen | Bild |
| -------------- | ---------- | -------- | --- | ---- |
| Kasteel Almere | Almere     | Bauruine | Im Jahr 2000 wurde mit dem Bau einer Burg nach dem Vorbild des Kasteel Jemeppe in Hargimont (Belgien) begonnen. Bereits 2002 gab es Finanzierungsprobleme und der Bau wurde eingestellt. Von 2013 bis 2018 gab es Pläne, einen Freizeitpark namens WitchWorld um das Schloss zu bauen, die aber nicht umgesetzt wurden. |      |

## Friesland
| Name                                       | Ort / Lage                               | Typ           | Bemerkungen | Bild |
| ------------------------------------------ | ---------------------------------------- | ------------- | --- | ---- |
| Camminghahuis                              | Franeker                                 | Steinhaus     | Die Ostfassade stammt von einem Steinhaus aus dem 14. Jahrhundert. Die Ostseite ist aus dem 16. Jahrhundert, die Westseite aus dem 15. Jahrhundert. |      |
| Crackstate                                 | Heerenveen                               | Steinhaus     | Wurde 1648 erbaut |      |
| Dekema State                               | Jelsum                                   | Wasserburg    | Wurde im 16. Jahrhundert von der Familie Dekema erbaut und war von 1791 bis 1996 von der Familie Van Wageningen bewohnt. Heute ist es ein Museum |      |
| Epema State                                | IJsbrechtum                              | Burg          | 1625 erbaut |      |
| Harsta State                               | Hogebeintum                              | Landhaus      | Erster Bau zwischen dem 16. Jahrhundert und 17. Jahrhundert |      |
| Hemmenma State                             | Berlikum                                 | Torhaus       | Nur noch das Torhaus ist erhalten geblieben |      |
| Heeremahuis                                | Bolsward                                 | Steinhaus     | Um 1500 erbaut und 1525, 1550, 1610, 1830 sowie 1974 umgebaut |      |
| Herema State                               | Joure                                    | Steinhaus     | aus dem 14. Jahrhundert |      |
| Heringastate (auch Azingastate, Poptaslot) | Marssum                                  | Burg          | aus dem 15. Jahrhundert |      |
| Jongema State                              | Rauwerd                                  | Torhaus       | Es ist nur das Torhaus aus dem Jahr 1603 erhalten geblieben. Hier befindet sich der Park Jongemastate |      |
| Keimpemastins                              | Leeuwarden                               | Saalsteinhaus | aus den 14. Jahrhundert. Es ist das älteste Haus in Leeuwarden und wurde wahrscheinlich von der Adelsfamilie Keimpema gebaut. Im 15. Jahrhundert wurde das Haus als Pastorenhaus genutzt. Später wurde es baulich seiner Funktion (u. a. Lateinschule und Predigerhaus) angepasst und verlor daher seine eigentliche Form. In den Jahren 1980/81 wurde das Steinhaus wieder in seiner ursprünglichen Form rekonstruiert. |      |
| De Klinze                                  | Oudkerk (Ortsteil von Tytsjerksteradiel) | Landgut       | erster Bau aus dem 17. Jahrhundert |      |
| Liauckama State                            | Sexbierum                                | Torhaus       | nur das Torhaus aus dem Jahr 1604 ist erhalten |      |
| Martenastate                               | Cornjum                                  | Landgut       | Es hat einen 4,5 Hektar großen Park |      |
| Martenastins                               | Franeker                                 | Stadtkastell  | Um 1500 ließ Hessel van Martena, einer der reichsten Männer des friesländer Adel, das Haus bauen. Heute ist es ein Museum |      |
| Oenemastate (Grovestins State)             | Heerenveen                               | Steinhaus     | Erster Bau von 1530. Umbau im Jahr 1640, Fassade von 1876 |      |
| Princessehof                               | Leeuwarden                               | Herrenhaus    | Erbaut wurde es 1622 auf den Resten des Steinhauses „Papingastins“, welches wahrscheinlich aus den 15. Jahrhundert stammte. |      |
| Schiertins                                 | Veenwoulden                              | Wohnturm      | aus dem 13. Jahrhundert |      |
| Sikkema State                              | Heraijum                                 | Torhaus       | nur das Torhaus ist erhalten |      |
| Stania State                               | Oenkerk                                  | Steinhaus     | erster Bau aus dem 16. Jahrhundert, der nach einem Brand 1813 völlig zerstört wurde. 1843 wurde es neu aufgebaut. |      |
| Waltahuis                                  | Sneek                                    | Steinhaus     | 1549 erbaut |      |

## Gelderland
| Name                                 | Ort / Lage                                    | Typ                      | Bemerkungen | Bild |  |
| ------------------------------------ | --------------------------------------------- | ------------------------ | --- | ---- |  |
| Huis Aerdt                           | Herwen                                        | Landsitz                 | 1549 erbaut, im 16. Jahrhundert zerstört und 1652 wiederaufgebaut |      |  |
| Ammersoyen                           | Ammerzoden                                    | Wasserschloss            | Im 11. Jh. erbaut, um 1300 heutige Kastellform, 1354 urkundlich, nach dem Achtzigjährigen Krieg restauriert, 1876 Klarissenkloster, 1944/45 stark zerstört; ab 1959 restauriert, niederländisches Kulturdenkmal |      |  |
| Ampsen                               | Laren (Ortsteil von Lochem)                   | Landsitz                 | Es wurde im Jahr 1105 als 'Ulricus de Amsene' genannt. In Laren gab es ein altes sowie ein neues Haus die beide 1605 von den Spaniern zerstört wurde. Das heutige Haus wurde in der ersten Hälfte des 17. Jahrhunderts gebaut. |      |  |
| Appeltern                            | Appeltern                                     | Herrlichkeit             | Es ist nur noch der nördliche Flügel der Burg (Wäschehaus), ein landwirtschaftliches Gebäude, ein Park sowie zwei Torhäuser erhalten geblieben |      |  |
| Huis Baak                            | Baak                                          | Wasserschloss            | Huis Baak wurde bereits 1294 zum ersten Mal erwähnt. Das Haus gehört zu dieser Zeit den Grafen von Geldern. Im 18. – 19. Jahrhundert war es Besitz von verschiedenen Baronen und Adelsherren. Das Schloss war von 1982 bis 2007 im Besitz der römisch-katholischen Fokolar-Bewegung und diente als Mariapoli (jährliches Sommertreffen). 2007 wurde es an die internationale christliche Organisation Ellel Ministries verkauft. |      |  |
| Babberich                            | Babberich                                     | Landhaus                 | Das erste Haus stammt aus dem 14. Jahrhundert. 1380 wurde das Haus von Mechthild von Geldern, Herzogin von Kleve, an Ernst Momm verkauft. Nach der Familie Momm, die das Haus für mehr als zwei Jahrhunderte besaß, gehörte es mehreren Besitzern und Familien. Im 18. Jahrhundert wurde das Schloss zerstört und durch ein Landhaus ersetzt. |      |  |
| Huis Bergh                           | ’s-Heerenberg                                 | Wasserschloss            | aus dem 13. Jahrhundert |      |  |
| Schloss Biljoen                      | Rheden                                        | Wasserschloss            | um 1530 erbaut |      |  |
| Boedelhof                            | Eefde                                         | Landsitz                 | ehemaliges Rittergut |      |  |
| Boetselaersborg                      | ’s-Heerenberg                                 | Kastell                  | 1550 erbaut |      |  |
| Den Bramel                           | Vorden                                        | Sommerresidenz           | Das erste Haus bestand von 1396 bis etwa 1645. Die heutige Form stammt aus dem Jahr 1725. Um 1868 und 1881 wurde das Haus umgebaut. An diesem Haus ist an einigen Stellen zu erkennen, dass Teile einer ehemaligen Kirche wiederverwendet wurden. So wurde das Dachschleifer, eine kleine Spitze mit Hahnfigur sowie eine Kuppel auf der Veranda, die aus einer Reihe von Teilen einer Kirchenorgel besteht, von der Kirche verwendet. Das Haus und die Gärten können nicht besichtigt werden.                                                                                         |      |  |
| Huis Broekhuizen                     | Wehl                                          | Villa                    | ehemaliges Rittergut |      |  |
| Brugdijk                             | Bemmel                                        | Adelshaus                | Das Haus wurde im späten Mittelalter gebaut. Im 17. Jahrhundert war es in Besitz der Adelsfamilie van Lynden. Das Haus wurde mehrmals umgebaut und verlor den ursprünglichen Charakter. |      |  |
| Byvanck                              | Beek (Ortsteil der Gemeinde Montferland)      | Landsitz                 | Das Haus Byvanck ist aus dem 18. Jahrhundert. Die Geschichte dieses Hauses stammt aus dem Jahr 1362, als es zum ersten Mal als Eigentum von Gheryt Palick van der Wilten genannt wurde. Das Haus und die Umgebung sind privat und nicht öffentlich zugänglich. |      |  |
| Kasteel De Cannenburgh               | Vaassen Lage                                  | Wasserschloss            | Das Wasserschloss wurde 1543 erbaut. Davor stand hier eine Burg. Nach dem Zweiten Weltkrieg ging es in den Besitz des niederländischen Staates über. Von 1975 bis 1981 wurde das Schloss renoviert, seitdem kann es besichtigt werden. |      |  |
| Camphuysen                           | Babberich                                     | Adelshaus                | Wurde wahrscheinlich im 14. Jahrhundert von der Adelsfamilie van Camphuysen gebaut. Das Haus war nie ein Rittergut, wurde aber so genannt. |      |  |
| Kasteel De Cloese                    | Lochem                                        | Schloss                  | um 1520 erbaut |      |  |
| Den Dam                              | Eefde                                         | Landsitz                 | ehemaliges Rittergut |      |  |
| Doddendaal                           | Ewijk                                         | Schloss                  | aus dem 14. Jahrhundert |      |  |
| Kasteel Doornenburg                  | Lingewaard                                    | Burg                     | Die Burg ist aus dem 13. Jahrhundert und besteht aus einer Vorder- und einer Hauptburg, die mit einer kleinen Holzbrücke verbunden sind. Sie gehört zu den größten und am besten erhaltenen Burgen in den Niederlanden. Während des 2. Weltkriegs wurde die Burg schwer beschädigt und lange dachte man, dass die Deutschen die Burg bombardiert hätten; tatsächlich wurde die Burg im März 1945 von den Briten getroffen. Von 1947 bis 1968 wurde die Burg wieder aufgebaut. |      |  |
| Schloss Doorwerth                    | Renkum                                        | Wasserschloss            | |      |  |
| Huis te Eerbeek                      | Eerbeek                                       | Landsitz                 | |      |  |
| Kasteel De Ehze                      | Almen                                         | Villa                    | ehemalige Burg, jetzt eine Villa im englischen Landhausstil |      |  |
| Kasteel Elburg                       | Elburg                                        | Stadtkastell             | Ein Stadtkastell aus dem Jahr 1393 innerhalb der Festungsstadt Elburg |      |  |
| Engelenburg (Groot)                  | Brummen                                       | Landhaus, Sommerresidenz | Das eigentliche Kastell stammt aus dem Mittelalter und wurde 1624 von den Spaniern zerstört. Das heutige Haus stammt aus dem 17. Jahrhundert und wurde 1828 umgebaut. |      |  |
| Engelenburg (Klein)                  | Brummen                                       | Landhaus                 | 1835 erbaut |      |  |
| Engelrode                            | Zoelmond                                      | Landsitz                 | ca. 1470 erbaut, im 19. Jahrhundert umgebaut |      |  |
| Enghuizen                            | Hummerlo                                      | Ruine, Landsitz          | 1945 abgebrannt und als Ruine noch auf dem Gelände vorhanden. Die Orangerie wurde als Landsitz umgebaut |      |  |
| Enzerinck                            | Vorden                                        | Kastell, Sommerresidenz  | 1836 erbaut |      |  |
| Schloss Essenburgh                   | Hierden                                       | Schloss                  | An einem Giebelstein ist 1652 vermerkt, obwohl in verschiedenen Veröffentlichungen eine mittelalterliche Vorgängerburg erwähnt wird. Archäologische Forschungen haben bisher aber keine Spuren eines früheren Gebäudes erbracht. Der Erbauer war Johan Coolwagen, der durch den Bau versuchte, einen Platz in der Ritterschaft von Veluwe zu erhalten. Dies scheiterte und Johan Coolwagen musste schließlich das Haus an seine Gläubiger verkaufen. Im Jahr 1929 wurde das Schloss umgebaut, so dass die Front- und Eingangsfenster nicht mehr original sind. Heute ist es ein Hotel. |      |  |
| Kasteel Gelderse Toren               | Rheden                                        | Wohnturm                 | Wurde zum ersten Mal 1179 als Hof erwähnt. Die Fundamente des heutigen Wohnturms stammen aus dem Jahr 1535. Im Jahr 1868 wurde der Wohnturm größtenteils abgerissen und neu aufgebaut. |      |  |
| Goudenstein                          | Haaften                                       | Ruine                    | Im Jahr 1672 wurde die wahrscheinlich aus dem 13. Jahrhundert stammende Burg von den französischen Truppen des Königs Ludwig XIV. zerstört. Es blieb nur ein Eckturm verschont. |      |  |
| Kasteel Hackfort                     | Vorden                                        | Donjon, Kastell          | erbaut 1367–1376 |      |  |
| Hagen                                | Doetinchem                                    | Rittergut                | 1656 bei einem Brand zerstört; 1934 Rekonstruktion |      |  |
| Harslo                               | Ede                                           | Torhaus                  | Das Schloss wurde 1814 abgebaut, nur das Torhaus ist erhalten geblieben. |      |  |
| Dikke Tinne (auch St. Lucia)         | Hattem                                        | Ruine                    | Reste des Eingangstors sind noch vorhanden. Die Burg war bereits im 17. Jahrhundert eine Ruine. |      |  |
| Hedel                                | Hedel                                         | Ruine                    | nur noch Fundamente vorhanden |      |  |
| Hoekelum                             | Bennekom                                      | Landsitz                 | erbaut vor 1396, umgebaut 1735 |      |  |
| Holthuis                             | Twello                                        | Landhaus                 | Das Landhaus wurde wahrscheinlich auf den Fundamenten einer Burg aus dem Mittelalter gebaut. Bis zum 17. Jahrhundert wurde es von mehreren Adelsfamilien bewohnt. Im 2. Weltkrieg wurde es von einem abgestürzten deutschen Flugzeug stark beschädigt. |      |  |
| Hooghuis                             | Beesd                                         | Rittergut                | |      |  |
| Kasteel Ter Horst                    | Loenen                                        | Kastell, Landgut         | Im Jahr 1557 ließ der damalige Bürgermeister von Arnhem, Wynant Hacfort, das Kastell bauen. |      |  |
| Huize De Kamp                        | Neede                                         | Rittergut                | erster Bau um 1250, 1636 Neubau |      |  |
| Kemnade                              | Wijnbergen                                    | Rittergut                | |      |  |
| Kasteel Keppel                       | Laag-Keppel                                   | Kastell                  | um 1359 erbaut, 1582 zerstört und im 17. Jahrhundert neu aufgebaut |      |  |
| Kernhem                              | Ede                                           | Landsitz                 | 1803 erbaut |      |  |
| Schloss Kinkelenburg                 | Bemmel                                        | Kastell                  | |      |  |
| Huis Kiefskamp                       | Vorden                                        | Kastell, Sommerresidenz  | ca. 1776 erbaut |      |  |
| Laag Helbergen                       | Brummen                                       | Rittergut                | |      |  |
| Huis Landfort                        | Megchelen                                     | Rittergut                | vor 1434 erbaut |      |  |
| Huis te Lathum                       | Lathum                                        | Adelshaus                | ehemaliges Rittergut |      |  |
| Leusveld                             | Hall (Ortsteil der Gemeinde Brummen)          | Jagdhaus                 | 1911 erbaut |      |  |
| Paleis Het Loo                       | Apeldoorn                                     | Palast                   | wurde in der Zeit von 1685 bis 1692 erbaut und diente bis 1975 den niederländischen Statthalter sowie dem Königshaus als Sommerresidenz. |      |  |
| Schloss Loevestein                   | Zaltbommel                                    | Wasserschloss            | |      |  |
| Loowaard                             | Groessen                                      | Rittergut                | vor 1467 erbaut, im Jahr 2005 durch Brandstiftung zerstört und bis 2008 wiederaufgebaut |      |  |
| Luynhorst                            | Didam                                         | Rittergut                | aus dem Jahr 1340, umgebaut 1788 |      |  |
| Magerhorst                           | Duiven                                        | Rittergut                | |      |  |
| Marienwaerdt                         | Beesd                                         | Herrlichkeit             | im 12. Jahrhundert als Abtei erbaut und zwischen 1734 und 1790 umgebaut |      |  |
| Huis ’t Medler                       | Vorden                                        | Kastell, Sommerresidenz  | Das erste Haus wurde vor 1443 erbaut. Das heutige Haus wurde 1800 mit einem Mauerwerk aus dem 17. Jahrhundert erbaut. |      |  |
| Burg Mergelp                         | Ubbergen                                      | Burg                     | |      |  |
| Schloss Middachten                   | Rheden                                        | Wasserschloss            | |      |  |
| Molecaten                            | Hattem                                        | Landhaus                 | |      |  |
| Nederhemert                          | Nedermemert                                   | Burg                     | aus dem 13. Jahrhundert |      |  |
| Kasteel Neerijnen                    | Neerijnen                                     | Kastell                  | Es wurde um 1600 auf den Fundamenten der Klingelenburg gebaut |      |  |
| Huis Nettelhorst                     | Nettelhorst (Ortsteil von Lochem)             | Ruine                    | |      |  |
| De Nijenbeek                         | Voorst                                        | Ruine                    | |      |  |
| Old Putten                           | Elburg                                        | Landsitz                 | |      |  |
| Oldenaller                           | Diermen (Ort in der Gemeinde Putten)          | Landsitz                 | vor 1494 erbaut, um 1655 zerstört, Wiederaufbau bis 1665 |      |  |
| Onstein                              | Vorden                                        | Kastell, Sommerresidenz  | erbaut 1613, umbau 1925 |      |  |
| Oolde                                | Laren (Ortsteil von Lochem)                   | Rittergut                | 1663 erbaut |      |  |
| Kasteel De Ooij                      | Ooij (Ortsteil der Gemeinde Berg en Dal)      | Ruine                    | ehemalige Herrlichkeit, es sind nur noch Teile der Vorburg und dem Stall sowie ein Taubenturm vorhanden |      |  |
| Kasteel Ophemert                     | Ophemert (Ort in der Gemeinde Neerijnen)      | Kastell                  | Im 17. Jahrhundert erbaut |      |  |
| Kasteel Het Oude Loo                 | Apeldoorn                                     | Jagdschloss              | Im 15. Jahrhundert erbaut |      |  |
| Padevoort                            | Zeddam                                        | Landhaus                 | ehemaliges Rittergut und Adelshaus aus dem 17. Jahrhundert |      |  |
| Fort Pannerden                       | Lingewaard                                    | Fort                     | erbaut zwischen 1869 und 1872, war eines der größten Forts der Niederlande |      |  |
| Poelwijk                             | Gendt                                         | Landsitz                 | ehemaliges Kastell, es sind noch die Burggräben und ein Wohnturm vorhanden |      |  |
| Huis De Poll (auch Huis te Gietelo)  | Bussloo (Ort in der Gemeinde Voorst)          | Landsitz                 | ehemaliges Rittergut |      |  |
| Reuversweerd                         | Brummen                                       | Landhaus                 | 1830 erbaut |      |  |
| Rhienderstein                        | Brummen                                       | Landhaus                 | |      |  |
| Rijswijk                             | Groessen                                      | Rittergut                | |      |  |
| Schloss Rosendael                    | Rozendaal                                     | Wasserschloss            | |      |  |
| Kasteel Rossum                       | Rossum (Ortsteil der Gemeinde Maasdriel)      | Kastell                  | Ursprünglich handelte es sich um eine Burg aus dem 13. Jahrhundert, die 1599 während der Belagerung von Zaltbommel zerstört wurde. 1850 wurden die Reste abgerissen und an der Stelle ein Schloss errichtet. |      |  |
| Kasteel Ruurlo                       | Ruurlo                                        | Wasserschloss            | |      |  |
| Huis Scherpenzeel                    | Scherpenzeel                                  | Landsitz                 | vor 1326 erbaut |      |  |
| Huis Sevenaer                        | Zevenaar                                      | Landhaus                 | erbaut im 14. Jahrhundert |      |  |
| Schloss Slangenburg                  | Doetinchem                                    | Wasserschloss            | erbaut 1354, 1585 wurde es abgerissen und 1612 neugebaut |      |  |
| Kasteel Soelen                       | Zoelen (Ort in der Gemeinde Buren)            | Hallenturmschloss        | |      |  |
| Spaensweert                          | Brummen                                       | Landhaus                 | aus dem 17. Jahrhundert. Im 14. Jahrhundert stand hier ein Kastell |      |  |
| Kasteel Staverden                    | Staverden (Ort in der Gemeinde Ermelo)        | Kastell (Jugendstil)     | zum Teil in den Jahren 1853 und 1905 gebaut |      |  |
| Ulenpas                              | Hoog-Keppel                                   | Rittergut                | vor dem 14. Jahrhundert erbaut |      |  |
| Schloss Ulft                         | Ulft, Oude IJsselstreek                       | Kastell                  | 1892 zerstört, nur noch der Burghügel ist sichtbar |      |  |
| Burg Upladen                         | Zeddam in Montferland                         | Motte                    | 1016 zerstört, als Burg Montferland wieder errichtet |      |  |
| Huis ’t Velde                        | Warnsveld (Ort in der Gemeinde Zutphen)       | Landhaus                 | ehemaliges Rittergut |      |  |
| Velhorst                             | Lochem                                        | Landhaus                 | Aus dem 17. Jahrhundert. 1741 umgebaut sowie 1819 angebaut |      |  |
| Verwolde                             | Laren (Ortsteil der Gemeinde Lochem)          | Adelshaus                | 1775/1776 erbaut |      |  |
| De Voorst (auch De Oude Voorst)      | Eefde                                         | Landgut                  | |      |  |
| Voorstonden                          | Brummen                                       | Rittergut                | aus dem 16. Jahrhundert |      |  |
| Kasteel Vorden                       | Vorden                                        | Wasserschloss            | vor 1315 erbaut und 1580 zerstört, 1610 Wiederaufbau |      |  |
| Vosbergen                            | Heerde                                        | Rittergut                | aus dem 16. Jahrhundert |      |  |
| Kasteel Waardenburg                  | Waardenburg (Ortsteil der Gemeinde Neerijnen) | Schloss                  | |      |  |
| Slot van Well (auch Huis van Malsen) | Well (Ort in der Gemeinde Maasdriel)          | Wasserschloss            | |      |  |
| Kasteel Wesenthorst                  | Gendringen                                    | Kastell                  | um 1200 erbaut |      |  |
| De Wiersse                           | Vorden                                        | Landgut                  | Erstmal 1288 erwähnt. Mit 16 ha Gärten und 32 ha Landschaftspark |      |  |
| Kasteel van Wijchen                  | Wijchen                                       | Wasserschloss            | |      |  |
| De Wijde Landen                      | Brummen                                       |                          | |      |  |
| Kasteel de Wildenborch               | Vorden                                        | Kastell, Sommerresidenz  | im 14. Jahrhundert erbaut. |      |  |
| Kasteel Wisch                        | Terborg (Oude IJsselstreek)                   | Herrlichkeit             | |      |  |
| Kasteel Wijenburg                    | Echteld                                       | Hallenturmschloss        | |      |  |
| Zwaluwenburg                         | 't Harde                                      | Landhaus                 | 1728 erbaut |      |  |

## Groningen
| Name                              | Ort / Lage                                   | Typ                     | Bemerkungen | Bild |
| --------------------------------- | -------------------------------------------- | ----------------------- | --- | ---- |
| Allersmaborg                      | Winsum                                       | Burg                    | Ein reizvolles kleines Schlösschen, jetzt Gästehaus der Universität Groningen |      |
| Asingaborg                        | Middelstum                                   |                         | nur noch das Torhaus ist vorhanden |      |
| Breederborg                       | Bredde                                       | Burg                    | |      |
| Festung Bourtange                 | Westerwolde Lage                             | Festung                 | Die Festung Bourtange ist bewohnt. Erbaut wurde sie im Jahre 1580, an einem Weg durch Moore zwischen den Städten Heede und Groningen. Bis ins Jahr 1851 wurde die Festung militärisch genutzt. Von 1964 bis 1973 wurden wesentliche Teile wiederhergestellt. |      |
| Coendersborg                      | Nuis                                         | Landsitz                | wurde 1813 auf dem ehemaligen Platz der Fossemaborg erbaut |      |
| Ekenstein                         | Tjamsweer                                    | Landsitz                | 1648 erbaut |      |
| Ennemaborg                        | Midwolda                                     | Landhaus (Fehnburg)     | |      |
| Fraeylemaborg                     | Slochteren                                   | Wasserschloss           | erbaut im 13. Jahrhundert als Steinhaus |      |
| Hanckemaborg                      | Zuidhorn                                     |                         | Nicht mehr vorhanden, nur noch das Schathuis (ein Viehstall) wurde 1965 neu aufgebaut. Vor dem linken Eingang steht eine Löwenfigur aus Stein, die auch vor der Burg stand.                                                                                  |      |
| Huis te Glimmen                   | Glimmen                                      | Landsitz                | |      |
| Huis Groenestein                  | Groningen                                    | Kastell, Sommerresidenz | 1685 erbaut, 1871 umgebaut |      |
| Iwema-Steenhuis                   | Niebert (Ort in der Gemeinde Westerkwartier) | Steinhaus               | Erbaut um 1400 |      |
| Menkemaborg                       | Eemsmond                                     | Wasserburg              | im 14. Jahrhundert erbaut |      |
| Nienoord                          | Leek                                         | Burg                    | wurde 1525 als Herrenhaus erbaut, hier befindet sich das Nationale Kutschenmuseum mit ca. 300 Kutschen. |      |
| Piloersemaborg (auch Hamsterborg) | Den Ham (Ort in der Gemeinde Westerkwartier) | Burg                    | Die letzte Bauernburg in den Niederlanden. Erbaut im 17. Jahrhundert. |      |
| Rensumaborg                       | Uithuizermeeden                              | Burg                    | |      |
| Rusthoven                         | Tjamsweer                                    | Burg                    | 1686 erbaut |      |
| Rustenbroek                       | Zuidbroek                                    | Landhaus (Fehnburg)     | eine Veenborg (Fehnburg oder Moorburg), die es nur in den Moorkolonien der Provinz Groningen gab. Dieses Landhaus wurde 1740 erbaut |      |
| Vaartwijk                         | Westerbroek                                  | Landhaus (Fehnburg)     | zwischen 1740 und 1760 erbaut |      |
| Verhildersum                      | Leens                                        | Wasserburg              | aus dem 17. Jahrhundert |      |
| Vliethoven                        | Tuikwerd                                     | Burg                    | |      |
| De Wedderborg (auch Wedderburcht) | Wedde (Ort in der Gemeinde Westerwolde)      | Kastell                 | Wird auch Addingaborg oder Huis te Wedde genannt |      |
| Welgelegen                        | Kleinemeer                                   | Landhaus (Fehnburg)     | ca. 1655 erbaut |      |

## Limburg
| Name                                          | Ort / Lage                                       | Typ                         | Bemerkungen | Bild |
| --------------------------------------------- | ------------------------------------------------ | --------------------------- | --- | ---- |
| Kasteel Aerwinkel                             | Posterholt                                       | Landhaus                    | Es wurde erstmals 1544 als ein Hof erwähnt. Das heutige Landhaus ist von 1854 |      |
| Kasteel Aldenghoor                            | Haelen                                           | Schloss                     | zwischen dem 17. und 18. Jahrhundert gebaut |      |
| Schloss Amstenrade                            | Schinnen                                         | Schloss                     | Die heutige Form des Schlosses ist von 1788, um dem Schloss liegt ein 11 ha großer Schlosspark im englischen Landschaftsstil |      |
| Schloss Arcen                                 | Arcen                                            | Schloss                     | Die heutige Form ist aus dem 17. Jahrhundert. Ein Vorgängerbau aus dem 16. Jahrhundert wurde 1646 zerstört. Der Schlossgarten von Arcen besteht aus 10 Teilgärten und gehört zu den schönsten Blumen- und Pflanzenparks in Europa. |      |
| Arenborg                                      | Venlo                                            | Herrenhaus mit Hofstelle    | aus dem 17. Jahrhundert |      |
| Kasteel Baexem                                | Baexem                                           | Kastell                     | wurde 1244 zum ersten Mal schriftlich erwähnt. Die heutige Form erhielt es nach dem Jahr 1676. Das Kastell selber kann nicht besichtigt werden, aber der umliegende Blumen- und Kräutergarten mit ca. 6000 Sorten                  |      |
| Raadhuis Belfeld                              | Belfeld                                          | Herrenhaus                  | das ehemalige Rathaus von Belfeld wurde 1916 gebaut. Heute befindet sich ein Restaurant in dem Gebäude. |      |
| Kasteel De Berckt                             | Baarlo                                           | Schloss                     | erster Bau im 13. Jahrhundert. Im Jahr 1830 wurde es abgerissen und im italienischen Baustil wieder aufgebaut |      |
| Kasteel Bethlehem                             | Limmel (Stadtteil von Maastricht)                |                             | |      |
| Kasteel Blankenberg                           | Cadier en Keer                                   |                             | wurde 1825 auf den Fundamenten eines Donjon aus dem Mittelalter gebaut |      |
| Schloss Bleyenbeek                            | Bergen Lage                                      | Schlossruine                | Das genaue Baudatum ist unbekannt, im Jahre 1405 gehörte das Wasserschloss Wijnand Schenck van Nijdeggen. Das Schloss wurde während des Zweiten Weltkrieges im Jahre 1945 zerstört, die Außenmauern blieben allerdings erhalten.   |      |
| Huis Bloemendal                               | Vaals                                            | Herrenhaus                  | |      |
| Bokkenheufke (auch De Puthof)                 | Schimmert                                        | Landgut                     | |      |
| Kasteel De Bongard                            | Bocholtz (Simpelveld)                            |                             | |      |
| Kasteel Ter Borch                             | Roosteren                                        |                             | |      |
| Kasteel De Borcht                             | Baarlo                                           |                             | wird auch Kasteel d'Erp genannt |      |
| Kasteel De Borggraaf                          | Lottum (Ortsteil der Gemeinde Horst aan de Maas) |                             | |      |
| Kasteel Borgharen                             | Borgharen (Stadtteil von Maastricht)             |                             | |      |
| Kasteel Born                                  | Born                                             | Ruine                       | die Vorburg ist noch erhalten |      |
| De Burght                                     | Heer (Stadtteil von Maastricht)                  | Donjon                      | |      |
| Kasteel Cartils                               | Cartils                                          |                             | um 1500 erbaut, umgebaut 1883, ist im privaten Besitz |      |
| Schloss Cortenbach                            | Voerendaal                                       |                             | |      |
| Huis De Dael                                  | Nuth                                             |                             | |      |
| Huis ten Dijcken                              | Oirsbeek                                         | Herrenhaus                  | |      |
| Kasteel Doenrade                              | Schinnen                                         | Schloss                     | |      |
| Kasteel Eijsden                               | Eijsden                                          |                             | |      |
| Kasteel Elsloo                                | Elsloo                                           |                             | |      |
| Eperhuis/Dorpshof                             | Epen                                             |                             | |      |
| Kasteel Erenstein                             | Kerkrade                                         |                             | |      |
| Etzenraderhuuske                              | Etzenrade                                        |                             | |      |
| Kasteel Exaten                                | Baexem                                           |                             | Ehemaliges Kloster der Jesuiten (ab 1872) und der Franziskaner (ab 1927). Auf dem Gelände sind auch noch die Rest der Burg "De Borg* vorhanden. Das heutige Kastell wurde im 18. Jahrhundert gebaut.                               |      |
| Kasteel Eyckholt                              | Heerlen                                          | Ruine                       | im 15. Jahrhundert erbaut |      |
| Kasteel Eijkholt                              | Roosteren                                        |                             | |      |
| Kasteel Frymerson                             | Sint Odiliënberg                                 | Herrenhaus                  | |      |
| Genbroek                                      | Geverik                                          |                             | |      |
| Het Gebroken Slot (auch Kasteel Grubbenvorst) | Grubbenvorst                                     | Ruine                       | |      |
| Kasteel Geijsteren                            | Geijsteren                                       | Ruine                       | |      |
| Genhoes (auch Kasteel Op Genhoes)             | Brunssum                                         |                             | |      |
| Kasteel Genhoes                               | Oud-Valkenburg                                   |                             | |      |
| Kasteel Het Geudje                            | Ohe en Laak                                      |                             | |      |
| Kasteel Geulle                                | Geulle                                           |                             | |      |
| Kasteel Geusselt                              | Amby                                             |                             | |      |
| Kasteel Goedenraad                            | Eys                                              |                             | |      |
| Kasteel Grasbroeck                            | Guttecoven                                       |                             | |      |
| Kasteel Groenendaal                           | Billinghuizen                                    |                             | |      |
| Kasteel Gronsveld                             | Eijsden                                          |                             | |      |
| Kasteel de Grote Hegge                        | Thorn                                            | Herrenhof                   | |      |
| Kasteel Haeren                                | Voerendaal                                       |                             | |      |
| Kasteel Den Halder                            | Valkenburg                                       |                             | |      |
| Kasteel Hattem                                | Roermond                                         |                             | |      |
| Kasteel Heel                                  | Heel                                             |                             | |      |
| De Heiligenberg                               | Bunde                                            | Herrenhaus                  | 1777 erbaut |      |
| Huis Heijen                                   | Heijen                                           |                             | |      |
| Kasteel Hillenraad                            | Boukoul                                          |                             | |      |
| Kasteel Hoensbroek                            | Hoensbroek                                       |                             | |      |
| Kasteel Holtmühle                             | Tegelen (Gemeinde Venlo)                         |                             | |      |
| Huis Groenenberg                              | Thorn                                            |                             | |      |
| Huize Holtum                                  | Holtum                                           |                             | |      |
| Huis Hoosden                                  | Sint Odiliënberg                                 |                             | |      |
| Kasteel Horn                                  | Horn (Limburg)                                   |                             | |      |
| Kasteel van Horst                             | Horst                                            | Ruine                       | |      |
| Kasteel ten Hove                              | Panningen                                        |                             | |      |
| Kasteel Sint-Jansgeleen                       | Spaubeek                                         |                             | nur noch einige Nebengebäude sind vorhanden |      |
| Kasteel Jerusalem                             | Limmel (Stadtteil von Maastricht)                |                             | |      |
| Kasteel Kaldenbroek                           | Lottum                                           |                             | |      |
| Kasteel Karsveld                              | Billinghuizen                                    |                             | |      |
| Kasteel Keverberg                             | Kessel                                           | Ruine                       | |      |
| Klimmender Huuske                             | Retersbeek                                       | Herrenhaus                  | |      |
| Kasteel Lemiers                               | Lemiers                                          | Herrenhaus                  | |      |
| Hoeve Libeek                                  | Sint Geertruid                                   | Landgut                     | teilweise aus dem 13. Jahrhundert |      |
| Kasteel Lichtenberg                           | Maastricht                                       | Ruine                       | |      |
| Kasteel Limbricht                             | Limbricht                                        | Schloss                     | |      |
| Lovendael                                     | 't Ven                                           | Herrenhaus                  | aus dem 18. Jahrhundert |      |
| Huize Maagdenberg                             | Venlo                                            | Herrenhaus                  | um 1800 erbaut |      |
| Kasteel van Meerlo                            | Meerlo                                           |                             | |      |
| Kasteel Meerssenhoven                         | Itteren                                          | Sommerresidenz mit Landhaus | 1743–1744 erbaut |      |
| Kasteel van Mheer                             | Mheer                                            | Schloss                     | einige Gebäudeteile stammen aus dem 14. Jahrhundert |      |
| Kasteel Millen                                | Nieuwstadt                                       | Ruine                       | |      |
| Kasteel Montfort                              | Montfort                                         | Ruine                       | auch als D'n Tómp of De Grauwert bekannt |      |
| Moubis (Sint-Jozefklooster Villa Moubis)      | Tegelen                                          | Villa                       | ehemaliges Landhaus, war ein Teil des Klosters. Es war im 18. Jahrhundert Eigentum der deutschen Familie Moubis und diente als Handelshaus                                                                                         |      |
| Kasteel De Munt                               | Tegelen                                          | Herrenhaus                  | |      |
| Huis Nederhoven                               | Beegden                                          | Landgut                     | aus dem 17. Jahrhundert |      |
| Schloss Neercanne                             | Maastricht                                       | Schloss                     | aus dem 17. Jahrhundert |      |
| Kasteel Neubourg                              | Gulpen-Wittem                                    |                             | |      |
| Huis Nierhoven                                | Nuth                                             | Landhaus                    | |      |
| Kasteel Nieuwenbroek                          | Beesel                                           | Herrenhaus                  | um 1560 erbaut |      |
| Kasteel Nijenborgh                            | Weert                                            | Herrenhaus                  | Die Burg wurde 1702 verwüstet. Das Herrenhaus wurde 1841 auf den Fundamenten der Nijenborgh gebaut. |      |
| Kasteel Nijswiller                            | Nijswiller                                       | Schloss                     | |      |
| Kasteel Nunhem                                | Nunhem                                           |                             | |      |
| Huis Obbendorf                                | Schimmert                                        | Herrenhaus                  | wird auch Kasteel De Bockenhof oder Huis Haasdal genannt |      |
| Kasteel Obbicht                               | Obbicht                                          | Landhaus                    | 1780 erbaut |      |
| Kasteel Ooijen (Oyen)                         | Broekhuizenvorst                                 |                             | |      |
| Kasteel Oost (Valkenburg)                     | Valkenburg aan de Geul                           | Landhaus                    | ab dem 17. Jahrhundert erbaut |      |
| Kasteel Oost                                  | Oost-Maarland                                    |                             | |      |
| Kasteel Ouborg (De Ouborch)                   | Swalmen                                          | Ruine                       | wahrscheinlich um 1300 erbaut, wird auch Naborch, Huys te Swalmen oder Aldenborg genannt |      |
| Kasteel Oud Buggenum (Groot Buggenum)         | Grathem                                          | Schloss                     | Das Schloss wurde im 16. Jahrhundert auf den Platz der Vorgängerburg „Meersen“ gebaut. Um dem Schloss gibt es einen Märchengarten der von dem deutschen Gartenarchitekt Roland Weber entworfen wurde.                              |      |
| Kasteel Oudenborg                             | Merum                                            | Ruine                       | |      |
| De Oude Borg                                  | Merum                                            | Landhaus                    | |      |
| Kasteel Passarts-Nieuwenhagen                 | Heerlen                                          | Schloss                     | |      |
| Huis Prickenis                                | Ten Esschen                                      |                             | |      |
| Kasteel Puth                                  | Voerendaal                                       | Schloss                     | |      |
| Kasteel Raath                                 | Bingelrade                                       | Adelshaus                   | aus dem Jahr 1804 |      |
| Kasteel De Raay                               | Heerlen                                          |                             | |      |
| Kasteel Reijmersbeek                          | Nuth                                             |                             | |      |
| Kasteel van Rijckholt                         | Eijsden                                          |                             | |      |
| Kasteel Rivieren                              | Klimmen                                          |                             | |      |
| Kasteel Schaesberg                            | Schaesberg                                       | Ruine                       | |      |
| Kasteel Schaloen                              | Oud-Valkenburg                                   |                             | |      |
| Kasteel Scheres                               | Baarlo                                           |                             | |      |
| Schinvelderhuuske                             | Schinveld                                        | Landgut                     | größtenteils aus dem 18. Jahrhundert, wird auch Kasteel Heyenhoven genannt |      |
| Kasteel Schöndelen                            | Roermond                                         | Herrenhaus                  | 1893 erbaut |      |
| Schoneborg                                    | Belfeld                                          | Landgut                     | |      |
| Huis Severen                                  | Amby                                             |                             | |      |
| Sibberhuuske (auch Villartshof)               | Sibbe                                            |                             | |      |
| Château St. Gerlach                           | Valkenburg aan de Geul                           |                             | |      |
| Huis De Spyker                                | Lomm                                             | Herrenhaus                  | |      |
| Stadhuis van Venlo                            | Venlo                                            | Rathaus                     | um 1300 erbaut |      |
| Huize Stalberg                                | Venlo                                            | Herrenhaus                  | 1389 erbaut, im 17. Jahrhundert umgebaut |      |
| Kasteel Stein                                 | Stein                                            | Ruine und Schloss           | Die Anlage besteht aus einer Ruine (12. Jahrhundert) mit einer Kernburg und einer Vorburg sowie Dienstgebäude |      |
| Kasteel Strijthagen                           | Landgraaf                                        |                             | |      |
| Huis De Strucht                               | Strucht                                          |                             | |      |
| Kasteel De Tegelarije                         | Roermond                                         |                             | |      |
| Kasteel Terborgh                              | Schinnen                                         |                             | wird auch Huis Sinnen genannt |      |
| Kasteel Terworm                               | Heerlen                                          | Wasserschloss               | der größte Teil des Schlosses ist aus dem 17. Jahrhundert |      |
| Kasteel De Thooren                            | Maasniel                                         |                             | |      |
| Huis De Torentjes                             | Sint Pieter (Stadtteil von Maastricht)           | Schlossartiges Haus         | aus dem 16. Jahrhundert; Eigentümer ist Andre Rieu |      |
| Schloss Vaalsbroek                            | Vaals                                            | Schloss                     | |      |
| Kasteel Vaeshartelt                           | Rothem                                           | Schloss und Landgut         | ab 1739 erbaut |      |
| Kasteel Valkenburg                            | Valkenburg aan de Geul                           | Ruine                       | |      |
| Kasteel Vliek                                 | Ulestraten                                       |                             | gehört jetzt einer japanischen Privat-Universität und wird als Internat für Mädchen genutzt, die in der Provinz Limburg studieren                                                                                                  |      |
| Huis Watersley                                | Sittard                                          |                             | ehemaliger Klosterkomplex und Landgut, Mitte 18. Jahrhundert |      |
| Kasteel Well                                  | Well                                             |                             | |      |
| Kasteel Wijnandsrade                          | Wijnandsrade                                     |                             | |      |
| Kasteel Wijlre                                | Nieuwstadt                                       |                             | |      |
| Huize Witham                                  | Nieuwstadt                                       |                             | |      |
| Kasteel Wittem                                | Gulpen-Wittem                                    |                             | |      |
| Kasteel Wolfrath                              | Holtum                                           |                             | |      |
| Zuidewijk-Spick                               | Boukoul                                          |                             | |      |

## Noord-Brabant
| Name                           | Ort / Lage                                | Typ            | Bemerkungen | Bild |
| ------------------------------ | ----------------------------------------- | -------------- | --- | ---- |
| Kasteel Aldendriel             | Mill                                      | Burg           | 1477 erbaut |      |
| Huize Assendelft               | Middelrode                                |                | nur noch das Eingangstor ist vorhanden |      |
| Kasteel Asten                  | Asten                                     | Ruine          | 1350 erbaut; die Vorburg besteht noch |      |
| Slotje van Babyloniënbroek     | Aalburg                                   |                | wird auch Het Fort genannt |      |
| Huis te Baest                  | Middelbeers                               | Landhaus       | |      |
| Bakkerskil, Fort aan de        | Nieuwendijk                               | Fort           | von 1877 bis 1879 erbaut |      |
| Beekveld                       | Berlicum                                  |                | |      |
| Bekestein                      | Oploo (Ort in der Gemeinde Sint Anthonis) |                | |      |
| Ten Bergh                      | Spoordonk                                 |                | |      |
| Abtei von Berne                | Heeswijk-Dinther                          | Schloss        | |      |
| Kasteel Heeswijk               | Heeswijk-Dinther                          | Burg           | |      |
| Besoyen                        | Waalwijk-Dinther                          |                | |      |
| Slotje Beveren                 | Oosterhout                                | Adelshaus      | |      |
| De Blauwe Camer                | Oosterhout                                | Adelshaus      | |      |
| Kasteel van Bokhoven           | Bokhoven                                  |                | nur noch das Burgtor ist vorhanden |      |
| Slotje Borsele                 | Oosterhout                                | Adelshaus      | |      |
| Schloss Bouvigne               | Breda                                     |                | |      |
| Bovendonk                      | Hoeven (Gemeinde Halderberge)             |                | |      |
| Kasteel Boxmeer                | Boxmeer                                   |                | |      |
| Hof ter Brake                  | Hulten (Gemeinde Gilze en Rijen)          |                | |      |
| Brakestein                     | Oosterhout                                | Adelshaus      | |      |
| Huis van Brecht                | Breda                                     |                | |      |
| Kasteel van Breda              | Breda                                     |                | |      |
| Broekhoven                     | Tilburg                                   |                | |      |
| Kasteel Bronkhorst             | Velp (Gemeinde Grave)                     | Ruine          | |      |
| De Burgh                       | Eindhoven                                 | Villa          | |      |
| Burgst                         | Prinsenbeek                               | Landhaus       | ehemalige Herrlichkeit |      |
| Kasteel Croy                   | Aarle-Rixtel                              | Schloss        | Teile des Schlosses stammen aus dem 15. Jahrhundert. Das Landgut um das Schloss ist bekannt für das Croy-Bier und für Rambouillet-Merino Schafe. Das Schloss wird zurzeit nicht bewohnt und kann nur an bestimmten Tagen besichtigt werden. |      |
| De Berkt                       | Heesch                                    | Landhaus       | aus dem 16. Jahrhundert |      |
| Dommelrode                     | Sint-Oedenrode                            |                | |      |
| Kasteel Dussen                 | Dussen                                    | Wasserschloss  | |      |
| Kasteel d'Oultremont           | Drunen (Gemeinde Heusden)                 |                | wurde früher auch Huis de Drunen genannt. |      |
| Herrlichkeit Eckart            | Eindhoven                                 | Herrlichkeit   | |      |
| Eijkenlust                     | Beek en Donk                              |                | |      |
| Eikenhorst                     | Esch (Gemeinde Boxtel)                    |                | 1827 erbaut |      |
| Kasteel Eindhoven              | Eindhoven                                 |                | |      |
| Elsbosch                       | Nuland (Gemeinde ’s-Hertogenbosch)        |                | |      |
| Elshof                         | Geffen (Gemeinde Oss)                     |                | |      |
| Kasteel Emmaus                 | Sint-Oedenrode                            |                | |      |
| Kasteel Geldrop                | Geldrop                                   |                | 1870 wurde ein englischer Landschaftsgarten angelegt |      |
| Kasteel van Gemert             | Gemert                                    |                | |      |
| Grave (Het Arsenaal)           | Grave                                     | Festung        | |      |
| Groot Kasteel                  | Deurne                                    | Ruine          | |      |
| Haanwijk                       | Sint-Michielsgestel                       |                | |      |
| De Hattert                     | Eindhoven                                 |                | |      |
| Hazart (Rith)                  | Breda                                     |                | |      |
| Schloss Heeswijk               | Bernheze                                  | Wasserschloss  | |      |
| Schloss Heeze                  | Heeze-Leende                              | Wasserschloss  | |      |
| Schloss Helmond                | Helmond                                   | Wasserschloss  | |      |
| Henkenshage                    | Sint-Oedenrode                            | Adelshaus      | schlossartiger Bau aus dem 14. Jahrhundert |      |
| Herlaer, Nieuw-                | Sint-Michielsgestel                       |                | |      |
| Kasteel Heusden                | Oudheusden                                | Ruine          | |      |
| De Hondsdonk                   | Breda                                     |                | |      |
| Hoogenhuizen                   | Moergestel                                |                | |      |
| Den Hulst                      | Sint-Oedenrode                            |                | |      |
| Ter Hurkens                    | Aarle-Rixtel                              |                | |      |
| Klein Kasteel                  | Deurne                                    |                | aus dem 14. Jahrhundert |      |
| De Kolk                        | Sint-Oedenrode                            |                | |      |
| Leeuwenstein                   | Vught                                     | Sommerresidenz | 1753 erbaut |      |
| Lindenborg                     | Breda                                     |                | |      |
| Slotje Limburg                 | Oosterhout                                | Adelshaus      | |      |
| Kasteel van Loon op Zand       | Loon op Zand                              | Landhaus       | 1777 erbaut |      |
| Luchtenborg                    | Ulvenhout                                 | Landgut        | aus dem 17. Jahrhundert |      |
| Markiezenhof                   | Bergen op Zoom                            | Stadtpalast    | 1485 erbaut |      |
| Maurik                         | Vught                                     | Schloss        | aus dem 14. Jahrhundert, wurde früher Heymhuizing genannt |      |
| Nieuwenhof                     | Moergestel                                |                | seit 1840 ist es ein Kloster |      |
| Nemerlaer                      | Haaren (Gemeinde Oisterwijk)              | Schloss        | aus dem 14. Jahrhundert |      |
| Ossenbroek                     | Beers (Gemeinde Cuijk)                    |                | aus dem 18. Jahrhundert |      |
| Rijswijk                       | Woudrichem                                | Herrenhaus     | |      |
| Kasteel de Grote Ruwenberg     | Sint-Michielsgestel                       | Landgut        | |      |
| Kleine Ruwenberg               | Sint-Michielsgestel                       | Adelshaus      | |      |
| Seldenrate                     | Middelrode                                |                | es sind noch das Torhaus und ein Taubenhaus vorhanden |      |
| Soeterbeek                     | Nuenen                                    | Landhaus       | ehemaliges Kloster |      |
| Stapelen                       | Boxtel                                    |                | Wird noch als Kloster genutzt |      |
| Zitadelle von ’s-Hertogenbosch | ’s-Hertogenbosch Lage                     | Festung        | Die Zitadelle von ’s-Hertogenbosch wurde von 1637 bis 1645 erbaut. Die Zitadelle hat die Form eines Fünfeckes. Gegen Ende des 18. Jahrhunderts wurde die Zitadelle als Kaserne genutzt. Im Jahre 1984 wurde die Anlage saniert, dabei wurden die Kasernen abgerissen.                                                                                   |      |
| Strijdhoef                     | Udenhout                                  | Herrenhaus     | |      |
| Strijen, Ten/Van               | Oosterhout                                | Ruine          | |      |
| Paleis-Raadhuis Tilburg        | Tilburg                                   | Palast         | Es wurde 1847 im Auftrag vom König William II der Niederlande gebaut. Er wollte in der Stadt eine Sommerresidenz haben, doch hat er nie in diesem Gebäude gewohnt da der König 22 Tage vor der Übergabe starb. Das Gebäude hatte in den letzten Jahren die Funktion als Palast, Schule, als Militärgebäude in beiden Weltkriegen und jetzt als Rathaus. |      |
| Tongelaar                      | Gassel (Gemeinde Grave)                   |                | |      |
| 't Vaantje                     | Sint-Michielsgestel                       |                | |      |
| Veebeek                        | Berlicum                                  |                | 1815 erbaut |      |
| Velderhuis                     | Liempde                                   | Landhaus       | 1878 erbaut |      |
| Warmberg, De                   | Berlicum                                  | Landhaus       | |      |
| Wolfslaer                      | Breda                                     |                | |      |
| Zwanenburg                     | Dinther                                   | Burg           | aus dem 14. Jahrhundert |      |
| Zionsburg                      | Vught                                     | Ruine          | 2003 ausgebrannt |      |
| Zuidewijn                      | Vrijhoeve                                 |                | |      |
| Zwijnsbergen                   | Helvoirt                                  |                | |      |

## Noord-Holland
| Name                         | Ort / Lage          | Typ                      | Bemerkungen | Bild |
| ---------------------------- | ------------------- | ------------------------ | --- | ---- |
| Huis Akerendam               | Beverwijk           | Landgut                  | |      |
| Königlicher Palast Amsterdam | Amsterdam           | Palast                   | Es wurde von 1648 bis 1665 als Rathaus erbaut. Ab 1808 wurde es als Königlicher Palast verwendet. Seit 1939 wird es von der Königsfamilie zu Repräsentationszwecken sowie als Gästehaus für Staatsgäste genutzt. Es ist aber nicht der Sitz der Königsfamilie. |      |
| Schloss Assumburg            | Velsen              | Wasserburg               | aus dem 13. Jahrhundert |      |
| Beeckestijn                  | Velsen              | Landhaus, Sommerresidenz | aus dem 15. Jahrhundert |      |
| Schloss Brederode            | Velsen              | Ruine                    | Am Ende des 13. Jahrhunderts erbaut |      |
| Schlossruine Egmond          | Egmond aan den Hoef | Ruine                    | |      |
| Schloss Ilpenstein           | Ilpendam            |                          | ehemals Sitz der Hohen Herrlichkeit Purmerland und Ilpendam; wurde 1872 abgerissen |      |
| Fort Kijkduin                | Den Helder          | Fort                     | wurde ab 1811 erbaut |      |
| Huis ter Kleef, Huis ter     | Haarlem             | Ruine                    | |      |
| Schloss Marquette            | Heemskerk           |                          | |      |
| Muiderschloss                | Muiden              | Wasserschloss            | wahrscheinlich im Jahr 1280 erbaut |      |
| Nederhorst                   | Nederhorst den Berg | Wasserschloss            | aus dem 13. Jahrhundert |      |
| Torenfort aan de Ossenmarkt  | Weesp               | Fort                     | 1861 erbaut |      |
| Burg Radboud                 | Medemblik           | Zwingburg                | 1288 erbaut |      |
| Uitermeer                    | Weesp               | Fort                     | |      |
| Huis te Zaanen, Huis te      | Haarlem             | Torhaus                  | |      |

## Overijssel
| Name                  | Ort / Lage     | Typ                      | Bemerkungen | Bild |
| --------------------- | -------------- | ------------------------ | --- | ---- |
| Den Aalshorst         | Dalfsen        | Landhaus, Sommerresidenz | |      |
| Den Alerdinck         | Laag Zuthem    | Rittergut                | |      |
| Huis Almelo           | Almelo         | Rittergut                | Es wurde bereits im 14. Jahrhundert zum ersten Mal erwähnt und war früher das Zentrum der Herrlichkeit Almelo                                                                   |      |
| Backenhagen           | Deldenerbroek  | Rittergut                | ca. 1619 erbaut |      |
| Bellinckhof           | Almelo         | Landhaus                 | 1919 erbaut |      |
| Den Berg              | Dalfsen        | Rittergut                | 1705 erbaut |      |
| Borgbeuningen         | Beuningen      | Rittergut                | |      |
| Boxbergen             | Wesepe         | Rittergut                | |      |
| Huis te Breckelenkamp | Breklenkamp    | Rittergut                | Erster Bau von 1564, Der heutige Bau wurde 1633 bis 1637 erbaut |      |
| Colckhof              | Laag Zuthem    | Landgut, Sommerresidenz  | |      |
| Huis Diepenheim       | Diepenheim     | Rittergut                | |      |
| Den Doorn             | Haerst         |                          | |      |
| Eerde                 | Ommen          | Wasserschloss            | Hier befindet sich die International School Eerde |      |
| Eese                  | Steenwijk      | Rittergut                | |      |
| Everlo                | Volthe         | Rittergut                | Das eigentliche Rittergut wurde am Anfang des 19. Jahrhunderts abgerissen. Der Viehstall, der 1704 erbaut wurde und ab 1714 als Wohnhaus diente, blieb erhalten.                |      |
| De Gelder             | Wijhe          | Rittergut                | |      |
| De Haere              | Hengforden     | Rittergut                | |      |
| Huis Heeckeren        | Goor           | Rittergut                | aus dem 17. Jahrhundert, wurde früher auch Huis te Goor genannt. |      |
| Herinckhave           | Tubbergen      | Rittergut                | |      |
| Groot Hoenlo          | Olst-Wijhe     |                          | Auf dem Landgut steht auch das Haus Klein Hoenlo, welches 1890 gebaut wurde. |      |
| De Horte              | Dalfsen        | Rittergut                | 1829 erbaut |      |
| Het Laer              | Ommen          |                          | |      |
| Mataram               | Dalfsen        | Landgut, um 1800         | Vorher: havezate Dieze |      |
| Nijenhuis             | Diepenheim     | Schloss                  | war früher ein Rittergut |      |
| Nijenhuis             | Olst-Wijhe     | Landgut mit Rittergut    | |      |
| Oldruitenborgh        | Vollenhove     | Rittergut                | Aus dem 14. Jahrhundert, wurde in den Jahren 1656, 1803, 1947 und 1962 umgebaut; 2006 wurde es dann zum Hotel und Restaurant umgebaut. Es hat einen englischen Landschaftspark. |      |
| Rechteren             | Dalfsen        | Rittergut                | aus dem 14. Jahrhundert |      |
| het Reelaer           | Heino          | Rittergut                | Das eigentliche Rittergut wurde nach 1910 abgerissen. |      |
| 't Rozendael          | Heino          | Sommerresidenz           | Zum ersten Mal 1394 erwähnt, 1860 umgebaut. |      |
| Schellerberg          | Zwolle         |                          | |      |
| Schoonheeten          | Zwolle         | Rittergut                | aus dem 17. Jahrhundert |      |
| Singgraven            | Dinkelland     | Landgut                  | aus dem 17. Jahrhundert |      |
| Spijkerbosch          | Olst-Wijhe     | Landhaus                 | erbaut im 17. Jahrhundert, heutige Form ist aus dem 19. Jahrhundert |      |
| Toutenburg            | Vollenhove     | Ruine                    | aus dem 16. Jahrhundert |      |
| Schloss Twickel       | Delden         | Wasserschloss            | aus den 16. Jahrhundert |      |
| Schloss Warmelo       | Diepenheim     | Schloss                  | Ursprünglich war es ein Torhaus von einem Rittergut; es hat einen 7 Hektar großen Schlosspark.                                                                                  |      |
| Wegdam                | Hof van Twente | Rittergut                | Das heutige Rittergut wurde zwischen 1757 und 1758 erbaut. |      |
| Schloss Weldam        | Hof van Twente | Schloss                  | Das Schloss ist bewohnt und kann nicht besichtigt werden. Der Schlosspark kann besichtigt werden.                                                                               |      |
| Huis Westervflier     | Diepenheim     | Herrenhaus               | 1729 erbaut |      |
| Huis Westervoorde     | Olst-Wijhe     |                          | aus dem 18. Jahrhundert |      |
| Zorgvliet             | Olst-Wijhe     | Landgut                  | |      |

## Utrecht
| Name                      | Ort / Lage                      | Typ                          | Bemerkungen | Bild |
| ------------------------- | ------------------------------- | ---------------------------- | --- | ---- |
| Amelisweerd, Nieuw-       | Bunnik                          | Landhaus                     | ehemalige Burg |      |
| Amelisweerd, Oud-         | Bunnik                          | Landhaus                     | ehemalige Burg |      |
| Schloss Amerongen         | Utrechtse Heuvelrug Lage        | Schloss                      | Das Schloss wie es heute steht wurde nach 1672 errichtet. In dem Schloss hat Kaiser Wilhelm II: am 28. November 1918 abgedankt und wohnte hier bis 1920. Das Schloss kann besichtigt werden.                                                                                                 |      |
| Beverweerd                | Werkhoven                       | Schloss                      | |      |
| Blankenburgh, Groot       | Utrecht                         | Stadtkastell                 | |      |
| Blijdenstein              | Utrecht                         | Stadtkastell                 | |      |
| Blikkenburg               | Zeist                           |                              | |      |
| Bolenstein                | Maarssen                        | Wasserburg                   | |      |
| Broekhuisen               | Leersum                         |                              | |      |
| Cammingha                 | Bunnik                          |                              | |      |
| Calenburg                 | Utrecht                         | Stadtkastell                 | |      |
| Compostel                 | Utrecht                         | Stadtkastell                 | |      |
| Haus Doorn                | Utrechtse Heuvelrug Lage        | Schloss                      | Das Haus Doorn wird zum ersten Mal im Jahre 1289 erwähnt. Im 18. Jahrhundert erhielt die ehemalige Wasserburg die heutige Gestalt. Ab 1920 bis zu seinem Tod am 4. Juni 1941 wohnte Kaiser Wilhelm II. in dem Schloss. Heute wird das Schloss als Museum genutzt und kann besichtigt werden. |      |
| Stadtkastell Drakenburg   | Utrecht                         | Stadtkastell                 | Aus dem 12. Jahrhundert. Das Hinterhaus aus dem 13. Jahrhundert |      |
| Schloss Drakensteyn       | Lage Vuursche                   | Wasserschloss                | |      |
| Duurstede                 | Wijk bij Duurstede              | Wasserburg                   | |      |
| Fresenburch               | Utrecht                         | Stadtkastell                 | |      |
| Geerestein                | Woudenberg                      | Wassersburg                  | |      |
| Groenestein               | Langbroek                       |                              | Nur das Torhaus ist erhalten. |      |
| Schloss Groeneveld        | Baarn                           | Sommerresidenz               | |      |
| Groenewoude               | Woudenberg                      |                              | nur ein Viehstall ist erhalten geblieben |      |
| Groenewoude               | Utrecht                         | Stadtkastell                 | |      |
| Gunterstein               | Breukelen                       | Landhaus                     | ehemalige Burg |      |
| De Haar                   | Haarzuilens                     | Schloss                      | |      |
| Den Ham (Hamtoren)        | Vleuten                         | Burg                         | |      |
| Hardenbroek               | Driebergen                      | Adelshaus                    | |      |
| Huis Harmerlen            | Harmerlen                       | Burg                         | |      |
| Kasteel Heemstede         | Houten                          | Schlossartige Sommerresidenz | 1645 erbaut und 1987 abgebrannt, Wiederaufbau 1999 bis 2002 |      |
| Heimenstein               | Achterberg                      | Burg                         | erbaut 1401, 1940 abgerissen und 1946 Neubau |      |
| Ten Hert (Hertenhuis)     | Utrecht                         | Stadtkastell                 | aus dem 13. Jahrhundert |      |
| Hindersteyn               | Langbroek                       | Wohnturm mit Anbauten        | um 1300 erbaut, was ein Ritterhofstaat |      |
| Hof ter Wyde              | Vleuten                         | Jagdschloss                  | Nur noch ein Seitenflügel ist vorhanden, der später mit einem Bauernhof verbaut wurde. |      |
| Kasteel IJsselstein       | Ijsselstein                     | Wohnturm                     | |      |
| Kranestein                | Utrecht                         | Stadtkastell                 | aus dem 14. Jahrhundert |      |
| Leeuwenberg               | Utrecht                         | Stadtkastell                 | |      |
| Linschoten II             | Linschoten (Gemeinde Montfoort) | Schlossartiges Landhaus      | 1647 erbaut |      |
| Loenersloot               | Loenen aan de Vecht             | Wasserburg                   | vor 1258 erbaut |      |
| Lunenberg                 | Langbroek                       | Wohnturm                     | vor 1339 erbaut und am Ende des 18. Jahrhunderts umgebaut |      |
| Huis Maarsbergen          | Maarsbergen                     | Schlossartiges Landhaus      | 1660 erbaut |      |
| Moersbergen               | Doorn                           | Landhaus                     | Am Anfang des 14. Jahrhunderts als Burg erbaut und ab dem 16. Jahrhundert mehrmals umgebaut. |      |
| Kasteel Montfoort         | Montfoort                       | Grenzburg                    | 1163 erbaut; nur das Torhaus der Vorburg ist noch vorhanden. |      |
| Natewisch                 | Amerongen                       | Wohnturm                     | um 1250 erbaut, ehemaliger Ritterhofstaat |      |
| Kasteel Nijenrode         | Breukelen                       | Wasserschloss                | 1275 erbaut und 1481 sowie 1511 zerstört; Wiederaufbau 1632 bis 1642. Eine Kopie steht in dem Themenpark „Huis ten Bosch“ bei Nagasaki (Japan). |      |
| Oudaen                    | Breukelen                       | Burg                         | um 1300 erbaut, ehemaliger Ritterhofstaat |      |
| Oudaen                    | Utrecht                         | Stadtkastell                 | nach 1276 erbaut |      |
| Oudegein                  | Jutphaas                        | Wasserschloss                | vor 1211 erbaut |      |
| Huis Pallaes              | Utrecht                         | Stadtkastell                 | aus dem 13. Jahrhundert |      |
| Payenborg                 | Utrecht                         | Stadtkastell                 | aus dem 14. Jahrhundert |      |
| Proeysenburch             | Utrecht                         | Stadtkastell                 | aus dem 14. Jahrhundert, im 19. Jahrhundert umgebaut |      |
| Den Ouden Puth            | Utrecht                         | Stadtkastell                 | aus den 14. Jahrhundert |      |
| Putruwiel                 | Utrecht                         | Stadtkastell                 | |      |
| Ten Putten                | Utrecht                         | Stadtkastell                 | aus den 13. Jahrhundert |      |
| Randenbroek               | Amersfoort                      | Landhaus, Sommerresidenz     | vor 1249 gebaut |      |
| Kasteel Renswoude         | Renswoude                       | Landhaus                     | ehemalige Burg |      |
| Rhijnauwen                | Bunnik                          | Landhaus                     | wahrscheinlich aus dem 13, Jahrhundert |      |
| Rhijnestein               | Cothen                          |                              | Ursprünglich ein Wohnturm und Ritterhofstaat |      |
| Rijnhuizen                | Jutphaas                        | Landhaus                     | ehemalige Burg |      |
| Rijsenburg                | Driebergen                      |                              | nur das Torhaus ist vorhanden |      |
| Sandenburg                | Langbroek                       | Burg                         | erste Bau vor 1391. Heutige Form wurde zwischen 1861 und 1865 erbaut |      |
| Schonauwen                | Houten                          |                              | nur noch ein Burgturm ist vorhanden |      |
| Huis Snellenburg          | Benschop                        |                              | Die Burg wurde zu einem Bauernhof umgebaut, nur das Kutschenhaus ist erhalten geblieben. |      |
| Palais Soestdijk          | Baarn Lage                      | Palais                       | Ab 1638 wurde hier ein Landhaus gebaut, nach 1672 ein Jagdschloss. Es diente dem König Louis Bonaparte zeitweise als Residenz. Heute gehört es dem niederländischen Königshaus und kann besichtigt werden.                                                                                   |      |
| Kasteel Sterkenburg       | Driebergen                      | Wohnturm mit Anbau           | |      |
| Valckenstein              | Utrecht                         | Stadtkastell                 | |      |
| Huis te Vliet (Oudewater) | Oudewater                       | Ruine                        | war ein Wohnturm |      |
| Huis te Vliet (Lopik)     | Lopikerkapel                    |                              | |      |
| Huis te Voorn             | Utrecht                         |                              | Ursprünglich ein Wohnturm und später ein Landhaus; es sind nur noch zwei Taubentürme vorhanden. |      |
| Vuyicoop                  | Schalkwijk                      | Wohnturm                     | um 1300 erbaut |      |
| Walenburg                 | Langbroek                       | Wohnturm                     | aus dem 13. Jahrhundert |      |
| Weerdesteyn               | Langbroek                       | Wohnturm                     | |      |
| Weerestein                | Nieuwersluis                    | Landhaus                     | ehemalige Burg |      |
| Wickenburgh               | 't Goy                          |                              | |      |
| Kasteel van Woerden       | Woerden                         | Burg                         | |      |
| Schloss Zeist             | Zeist                           | Lustschloss, Sommerresidenz  | |      |
| Zuilenburg                | Overlangbroek                   | Burg                         | |      |
| Schloss Zuylen            | Oud-Zullen                      | Wasserburg                   | |      |

## Zeeland
| Name                         | Ort / Lage      | Typ      | Bemerkungen | Bild |
| ---------------------------- | --------------- | -------- | --- | ---- |
| Schloss Baarland             | Baarland        |          | |      |
| Boede, Der                   | Koudekerke      | Landhaus | |      |
| Campveerse Toren             | Veere           | Fort     | aus dem 15. Jahrhundert |      |
| Crayenstein                  | Burgh           | Burg     | 1890 erbaut |      |
| Huize Duinebeek              | Oostkapelle     |          | Anfang des 18. Jahrhunderts erbaut |      |
| Ellewoutsdijk                | Ellewoutsdijk   | Fort     | 1839 erbaut |      |
| Gevangentoren (Vlissingen)   | Vlissingen      | Fort     | |      |
| Slot Haamstede               | Burgh-Haamstede | Burg     | |      |
| Hellenburg                   | Baarland        | Ruine    | |      |
| Ter Hooge                    | Koudekerke      |          | |      |
| Keizersbolwerk               | Vlissingen      | Fort     | |      |
| Keldermanspoort              | Hulst           | Fort     | 1506 erbaut |      |
| Schloss Moermond             | Renesse Lage    | Schloss  | Das heutige Schloss wurde 1513 erbaut. Die Besitzer wechselten im Laufe der Zeit öfter. Bei der Sturmflut 1953 wurde das Schloss beschädigt, und danach wieder renoviert. Heute wird das Schloss für Tagungen genutzt und ist bis auf einen Raum nicht öffentlich zugänglich.                        |      |
| Ter Nisse                    | Nisse           |          | aus dem 13. Jahrhundert |      |
| Oostbeer                     | Vlissingen      | Fort     | |      |
| Overduin                     | Vlissingen      |          | 1839 erbaut |      |
| Fort Rammekens               | Vlissingen      | Fort     | 1547 erbaut |      |
| Sabbinge "Hooe Huis"         | Oud-Sabbinge    | Kastell  | wahrscheinlich aus dem 16. Jahrhundert |      |
| Westhove                     | Oostkapelle     | Schloss  | Die Burg Westhove wurde erstmals 1277 urkundlich erwähnt und wurde in den Folgejahren mehrmals umgebaut. In der Orangerie ist heute das Museum Terra Maris und in der Haupt- und Vorburg befindet sich ein Hostel. Auf dem Freigelände des Museums ist ein begehbarer Nachbau einer Motte vorhanden. |      |
| Motte Torenberg van Zaamslag | Oostkapelle     | Motte    | Nachbau der Motte Torenberg von Zaamslag. Steht auf dem Schlossgelände von Westhove |      |
| Zeeduin                      | Oostkapelle     | Landhaus | 1878 erbaut |      |

## Zuid-Holland
| Name                                   | Ort / Lage              | Typ               | Bemerkungen | Bild |
| -------------------------------------- | ----------------------- | ----------------- | --- | ---- |
| Backershagen                           | Wassenaar               | Landgut           | Am Ende des 18. Jahrhunderts erbaut |      |
| Huis Berbice                           | Voorschoten             | Sommerresidenz    | 1674 erbaut |      |
| De Binckhorst                          | Den Haag                | Burg              | Erstmals 1308 erwähnt. Die heutige Burg wurde 1727 erbaut und dient jetzt als Privatklinik. |      |
| Binnenhof                              | Den Haag Lage           | Schloss           | Im Binnenhof versammelt sich seit dem Jahr 1446 das niederländische Parlament. Mauerreste deuten an, dass erste Gebäude im späten 12. Jahrhundert oder im frühen 13. Jahrhundert erbaut worden sind. |      |
| De Burcht                              | Leiden                  | Ringwallburg      | Um das Jahr 1000 erbaut und eine der ältesten Burgen in den Niederlanden |      |
| 't Huys Dever                          | Lisse                   | Donjon            | aus dem 14. Jahrhundert |      |
| Endegeest                              | Oegstgeest              | Kastell           | Es wurde erstmals im Jahr 1307 genannt. Die heutige Form wurde zwischen 1647 und 1651 gebaut. |      |
| Schloss Duivenvoorde                   | Voorschoten             | Schloss           | Es wurde im Jahr 1226 erstmals erwähnt und war im 13. Jahrhundert ein Wohnturm Donjon. Im Laufe der Zeit verlor es aber diese Funktion und das Schloss wurde zur Sommerresidenz für reiche adelige Familien. Seine heutige Form erhielt es in den Jahren 1631 und 1717. Es ist eines der ältesten Schlösser von Zuid-Holland. Seit 1960 ist es ein Museum. |      |
| Gravensteen (Leiden)                   | Leiden                  | Wohnturm          | Wurde am Anfang des 13. Jahrhunderts erbaut und hatte unterschiedliche Funktionen wie Wohnung, Gefängnis, Buchladen und seit 2006 Universitätsgebäude. |      |
| Groot Poelgeest                        | Koudekerk aan den Rijn  |                   | nur Reste vom Eingangstor und dem Kutschenhaus sind vorhanden |      |
| Hof van Hillegom                       | Hillegom                |                   | zurzeit wird es als Gemeindehaus genutzt |      |
| Hillegersberg (Huis ten Berghe)        | Rotterdam-Hillegersberg | Ruine             | Die Ruine befindet sich heute in der Mitte eines Friedhofes |      |
| Kasteel Keukenhof                      | Lisse                   | Schloss           | 1642 erbaut |      |
| Paleis Noordeinde                      | Den Haag                | Palast            | Hier ist der Arbeitsplatz von König Willem-Alexander. |      |
| Huis ten Bosch                         | Den Haag                | Schloss           | Im 17. Jahrhundert erbaut. |      |
| Oud Poelgeest                          | Oegstgeest              | Schloss, Landsitz | Das Schloss wurde 1668 erbaut. |      |
| Oud-Wassenaar                          | Wassenaar               | Sommerresidenz    | Erster Bau wurde 1872 abgerissen und 1876 bis 1879 neugebaut |      |
| Overvoorde                             | Rijswijk                | Sommerresidenz    | Erster Bau 1623, bis 1931 in Familienbesitz, danach verschiedene Nutzungen, heute erneut Privatbesitz |      |
| Huize de Paauw                         | Wassenaar               | Sommerresidenz    | 1556 erbaut. Jetzt das Rathaus |      |
| Huis te Riviere (auch Huis Mathenesse) | Den Haag                | Ruine             | 1262 erbaut |      |
| Rhoon                                  | Den Haag                | Donjon            | 1432 erbaut, war eine Herrlichkeit. |      |
| Teylingen                              | Teijlingen              | Ruine             | aus dem 13. Jahrhundert |      |
| Vredespaleis                           | Den Haag                | Palast            | In dem 1907 erbaute Palast ist u. a. der Internationale Gerichtshof der UN untergebracht. |      |
| Hof van Wateringen                     | Wateringen              |                   | An dieser Stelle stand das Rittergut der Familie Van de Wateringhe, die sich hier um 1200 niederließen. Im Jahr 1800 wurde das Haus verkauft und teilweise abgerissen. Heute sind nur noch die Burggräben, ein Bauernhof und einige Mauerreste des Ritterguts vorhanden.                                                                                   |      |